# ならはパーキングエリア
ならはパーキングエリアは、福島県双葉郡楢葉町大字大谷にある、常磐自動車道のパーキングエリア。ならはスマートインターチェンジを併設する。

## 概要
2012年（平成24年）の開設を目指して建設が進められていたが、現場は2011年（平成23年）3月に発生した東日本大震災および福島第一原子力発電所事故に伴う避難区域（事故発生当初は警戒区域。2012年8月10日から2015年9月4日までは避難指示解除準備区域）に指定されて通行止めとなり、建設は中断していた。2012年2月から復旧工事を開始し、一部報道では当PAに2013年（平成25年）に仮出入口が開設され、広野ICとの間を先行して通行再開すると伝えられていたが、後に2014年（平成26年）2月22日に常磐富岡ICまで通行再開（再開通）すると発表された。福島県および楢葉町は当PAに追加インターチェンジを設置する方向で検討を進めていたが、ETCを搭載した車両のみ利用できるスマートインターチェンジを設置することとなり、2019年3月21日に供用開始された。
仮称は漢字表記の「楢葉PA」であったが、2014年（平成26年）度の事業計画で平仮名表記の「ならはPA」に変更された。

## 道路
- E6 常磐自動車道

## 施設

### 上り線（水戸・東京方面）
- 駐車場
  - 小型車：12台[1]
  - 大型車：13台[1]
  - 車椅子用：小型1台[1]
- トイレ
  - 男性：大2（和式1・洋式1）・小3[1]
  - 女性：7[1]（和式1・洋式6）・同伴の男児用1
  - 車椅子用：1[1]
- 自動販売機

### 下り線（相馬・仙台方面）
- 駐車場
  - 小型車：11台[1]
  - 大型車：13台[1]
  - 車椅子用：小型1台[1]
- トイレ

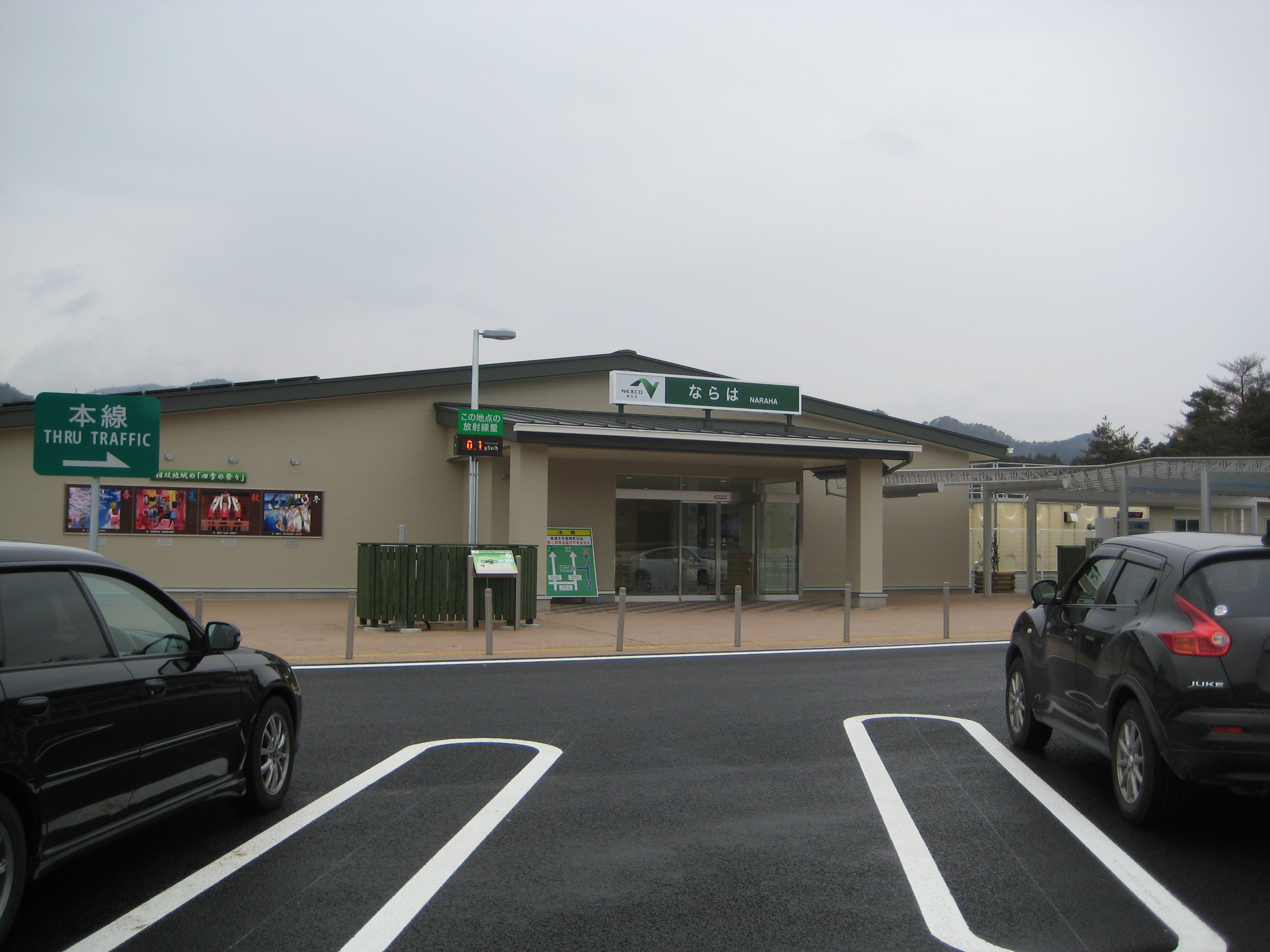
下り線施設（2015年3月）

  - 男性：大2（和式1・洋式1）・小3[1]
  - 女性：7（和式1・洋式6）・同伴の男児用1
  - 車椅子用：1[1]
- 自動販売機

## ならはスマートインターチェンジ
ならはスマートインターチェンジは、ならはパーキングエリア（PA）に併設のスマートインターチェンジである。
- 運用時間：24時間
- 対応車種：ETC車載器を搭載した全車種[7]
- 利用方向：全方向対応

### 歴史
- 2019年（平成31年）3月21日 : 供用開始[7][9]。

### 周辺
- 楢葉町役場
- 楢葉町コミュニティセンター
- 楢葉町総合運動場野球場
- ならはスカイアリーナ
- 天神岬温泉
- 木戸川渓谷
- 木戸ダム
- 竜田駅（JR東日本・常磐線）

### 接続する道路
- 直接接続
  - 福島県道35号いわき浪江線

## 接続する道路
- 楢葉町道ならはスマートインター線[10]
- 福島県道35号いわき浪江線

## 沿革
- 1993年12月4日 : 着工開始
- 2015年3月1日 : 常磐自動車道の全線開通と同時にならはパーキングエリアが供用開始[11]
- 2019年3月21日 : ならはスマートインターチェンジが供用開始[7]

## 工事予算
- PA : 14億1,100万円（消費税込み）[12]
- SIC : 24億3,200万円（消費税込み）[10]

## 隣
E6 常磐自動車道
(19)広野IC - (19-1)ならはPA/SIC - (20)常磐富岡IC